# 瑞士聯邦委員會
聯邦委員會（德語：Bundesrat，發音：[ˈbʊndəsˌʁaːt] ⓘ，發音：[kɔ̃sɛj fedeʁal]，發音：[konˈsiʎʎo fedeˈrale]）是一个瑞士特有的政體，也是委員會制的代表，委員會中的七个成員不分先後的共同擔任政府首脑和國家元首，委员会本身也是瑞士的最高行政機關。
委員會的七位委員各自掌管一個聯邦政府部門，並且以資歷順序每年輪流擔任委員會的主席，本年度的副主席將在下一年繼任主席。委員會主席在法律上為瑞士聯邦總統，但其本身並無超越其他六位委員的地位。在面對國內事務時，主席必須和其他委員一樣，在日常工作中單獨負責一個國家級別的政府部門；在面對外國時，委員會主席必須和其他成員綁定，整個委員會被國際社會視為一個人。所有委員會主席均於1月1日就任，目前的主席為卡琳·凯勒-祖特尔，副主席為居伊·帕姆蘭。

## 目前成员
目前瑞士联邦委员会成员如下（按加入时间排序）：
| 委员 | 委员                                           | 委员 | 加入时间      | 政党          | 州           | 职责                              |
| ---- | ---------------------------------------------- | ---- | ------------- | ------------- | ------------ | --------------------------------- |
|      | 居伊·帕姆兰 Guy Parmelin                       |      | 2016年1月1日  | 瑞士人民黨    | 沃州         | 联邦经济事务、教育与研究部部长    |
|      | 伊尼亚齐奥·卡西斯 Ignazio Cassis               |      | 2017年11月1日 | 自民党.自由党 | 提契諾州     | 联邦外交事务部部长                |
|      | 卡琳·凯勒-祖特尔 Karin Keller-Sutter           |      | 2019年1月1日  | 自民党.自由党 | 聖加侖州     | 2025年度联邦主席； 联邦财政部部长 |
|      | 阿尔贝特·勒斯蒂 Albert Rösti                   |      | 2023年1月1日  | 瑞士人民黨    | 伯恩州       | 联邦环境、交通、能源与通讯部部长  |
|      | 伊丽莎白·鲍姆-施奈德 Élisabeth Baume-Schneider |      | 2023年1月1日  | 社會民主黨    | 汝拉州       | 联邦内政部部长                    |
|      | 贝亚特·扬斯 Beat Jans                          |      | 2024年1月1日  | 社会民主党    | 巴塞爾城市州 | 聯邦司法警察部部长                |
|      | 马丁·普菲斯特 Martin Pfister                   |      | 2025年4月1日  | 中间党        | 楚格州       | 联邦防卫、公民保护与体育部部长    |

## 起源

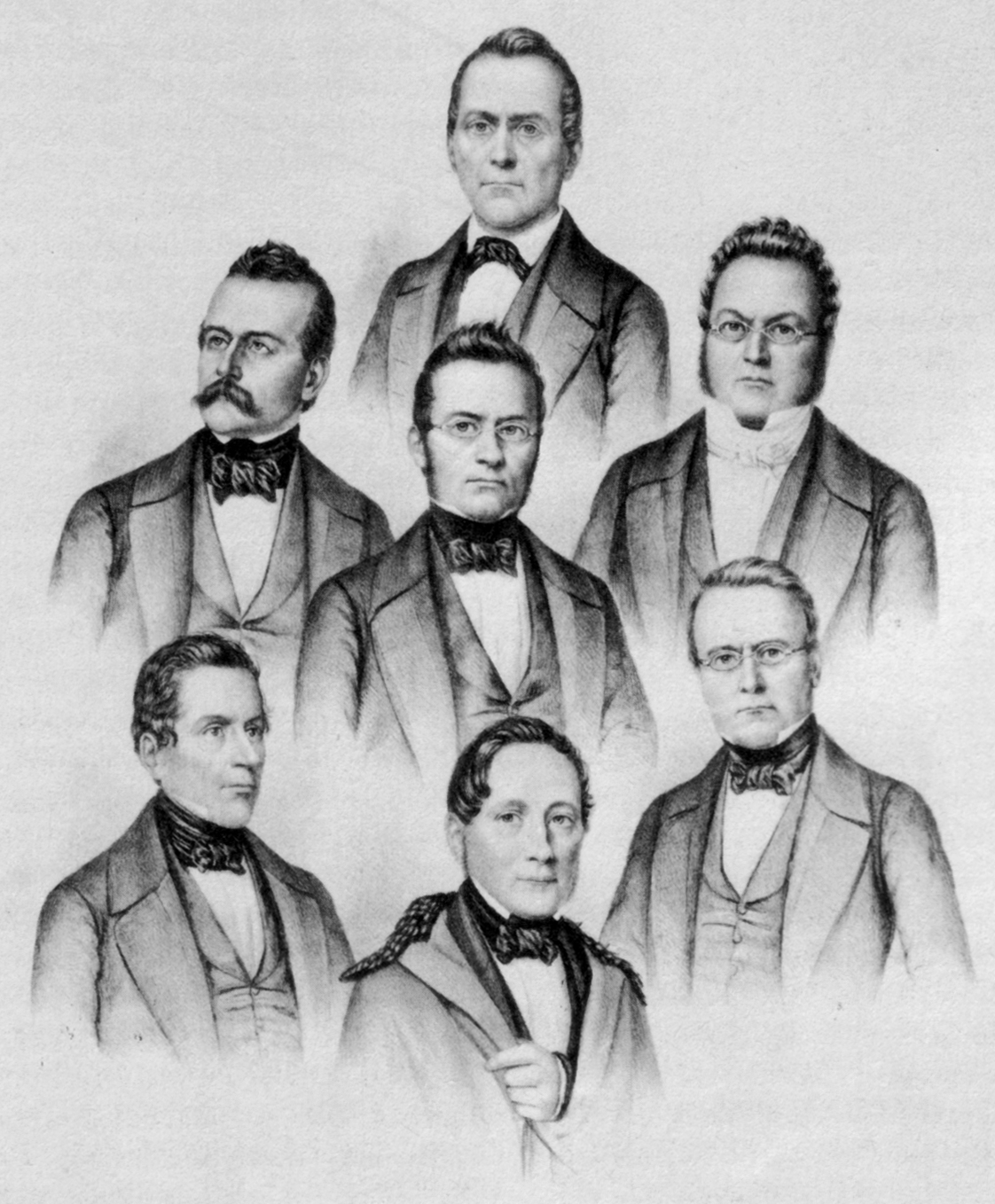
最早的七位委員

瑞士聯邦委員會是在1848年《聯邦憲法》中所創立，此憲法將委員會定義為「邦聯中的最高行政與指揮機關」。當時瑞士的立憲民主制度仍未成熟，建國者們吸取了許多美國憲法中的聯邦制度，不過並未採取總統制，而是採用聯合領導。
當時之所以採用聯合領導形式，是源於瑞士長久以來的傳統。從瑞士舊體制時期以及舊邦聯時期開始，就已經有菁英所組成的委員會擔任管理工作；另外較晚期的赫爾維蒂共和國，以及1830年代以後制定了自由憲法的各州政府，也有類似的制度可供依循。
左圖是最早的七位委員，由上到下、由左到右分別是马丁·约瑟夫·蒙青格尔、乌尔里希·奥克辛本、約納斯·富勒爾、亨利·德吕埃、斯特凡诺·弗兰希尼、弗里德里希·弗雷-埃罗塞，以及威廉·马蒂亚斯·内夫。

## 組成

### 政黨比例
瑞士在1848年所制定的憲法，是歐洲在1848年的民主革命中少數的成功案例。當時瑞士的民主運動是由稱為「激進派」的團體（現今的瑞士自由民主黨，簡稱自民黨）所領導。激進派在分離主義聯盟戰爭（德文：Sonderbundskrieg）中擊敗了由七個天主教及保守派州份所組成的分離主義聯盟（德文：Sonderbund，又譯獨立聯盟），並運用聯邦國會中的多數優勢，取得了聯邦委員會的全部席次。
而原來在戰爭中的敵人，也是後來的反對黨「天主教保守派」（現今的瑞士基督教民主人民黨，簡稱基民黨），則一直被排除在委員會之外。直到1891年委員會成員之一的埃米爾·韋爾蒂（Emil Welti）因一場關於鐵路國家化的公民投票失利而辭職之後，激進派才決定在選舉中支持並選入屬於天主教保守派的約瑟夫·岑普（Josef Zemp）。
在20世紀前半葉，自民黨與基民黨的勢力逐漸被一些新興的政黨削弱，一部分的選票轉移到了在立場較為極端的政黨，包括左翼的瑞士社會民主黨（簡稱社民黨）；以及右翼的「農民、商人及獨立派黨」（縮寫BGB，現今的瑞士人民黨）。1919年，基民黨的让-马里·米西（Jean-Marie Musy）進入委員會，使該黨獲得了第二個席次。而BGB的魯道夫·明格（Rudolf Minger）也在1929年加入了委員會。社民黨的恩斯特·诺布斯（Ernst Nobs）則在1943年成為該黨的第一位委員會成員。

#### 神奇公式
在1959年的一場選舉中，聯邦委員會建立了一個延續許久的大聯合政府，其中的政黨比例多年不變，也稱為「魔力组合」（德語：Zauberformel）。這個政黨比例大致對應於當時聯邦國會裡各政黨的勢力：
- 瑞士自由民主黨（自民黨；FDP）：2席
- 瑞士基督教民主人民黨（基民黨；CVP）：2席
- 瑞士社會民主黨（社民黨；SPS）：2席
- 瑞士人民黨（人民黨；SVP）：1席

不過自民黨與基民黨的支持度仍然持續下滑，同時人民黨與社民黨的支持度則上升。1990年代之後，後兩黨逐漸超越了前兩黨。到了2003年大選，右翼的人民黨成為第一大黨，要求第四大黨基民黨交出一個席次給人民黨領導人克里斯托夫·布洛赫（Christoph Blocher），並以退出政府作為要脅。基民黨同意了這項要求，並且讓屬於基民黨的露特·梅茨勒-阿诺尔德（Ruth Metzler-Arnold）退出了委員會。

### 女性成員
瑞士的女性直到1971年才獲得聯邦層級選舉的參政權，且直到1983年與1993年，才分別有莉莉安·烏赫滕哈根（Lilian Uchtenhagen）與克麗斯蒂安娜·布龍納（Christiane Brunner）參加選舉，兩人皆屬於社民黨成員，且並未成功進入委員會。歷史上產生的109位聯邦委員中，截至目前為止只有10位是女性，分別是：
- 伊麗莎白·科普（Elisabeth Kopp），屬於自民黨，1984年入選，1989年因醜聞下臺，是瑞士首位女性聯邦委員。
- 露特·德賴富斯（Ruth Dreifuss），屬於社民黨，1993年到2002年間擔任委員，她在1999年成為第一位女性聯邦總統。
- 露特·梅茨勒-阿诺尔德，屬於基民黨，1999年到2003年間擔任委員，因基民黨退出一席而沒有參選連任（詳見上文）。
- 米舍利娜·卡尔米-雷伊（Micheline Calmy-Rey），屬於社民黨，2003年擔任至2011年，是2007年和2011年聯邦總統。
- 多麗絲·洛伊特哈爾德（Doris Leuthard），屬於基民黨，2006年當選，2007年開始任職，曾擔任2010年和2017年聯邦總統。
- 伊夫琳·威德默-施倫普夫（Eveline Widmer-Schlumpf），本屬瑞士人民黨，後屬瑞士保守民主黨，2008年當選，2015年秋因瑞士人民黨取得大選勝利而放棄競選連任，曾擔任2012年聯邦總統。
- 西莫妮塔·索馬魯加（Simonetta Sommaruga），屬於社民黨，2010年11月1日當選，曾擔任2015年和2020年聯邦總統。
- 卡琳·凯勒-祖特尔（Karin Keller-Sutter）
- 薇奥拉·阿姆赫德（Viola Amherd）
- 伊丽莎白·鲍默-施奈德（Élisabeth Baume-Schneider）

### 地域平衡措施
直到1999年為止，憲法仍明定任何一州不可在聯邦委員會中擁有超過一個代表權。在1987年之前，聯邦委員所屬州份，是根據其出身地區而定；到了1987年之後，則是以其居住地、在聯邦議會中所代表的地區，或是曾擔任過立法及行政機關成員的州份來定義。不過並沒有防止候選人為了政治利益而遷居的措施。
從1999年開始，憲法規定了各州與各語區之間，在席次上的平衡分佈措施，並廢除了原本席次固定不變的制度。當一位委員辭職之後，替補者通常為同黨黨員，並來自相同語區。然而在2006年，來自德語區的委員多麗絲·洛伊特哈爾德取代了另一位法語區委員约瑟夫·戴斯（Joseph Deiss）。
歷史上，至少有兩個席次一直以來是由法語或義大利語地區的人士所擔任。且到2003年以前，從來沒有任何州份在委員會中擁有超過一個代表。直到2003年12月，委員會中才同時出現兩位屬於蘇黎世州的成員，分別是莫里茨·洛伊恩贝格尔（Moritz Leuenberger）與克里斯多福·布勞赫。目前的委員會成員包括四位德語區人士、兩位法語區人士，2017年秋當選的伊尼亚齐奥·卡西斯成為自1999年以來首位當選聯邦委員的義大利語區人士。

## 運作

### 總統職位

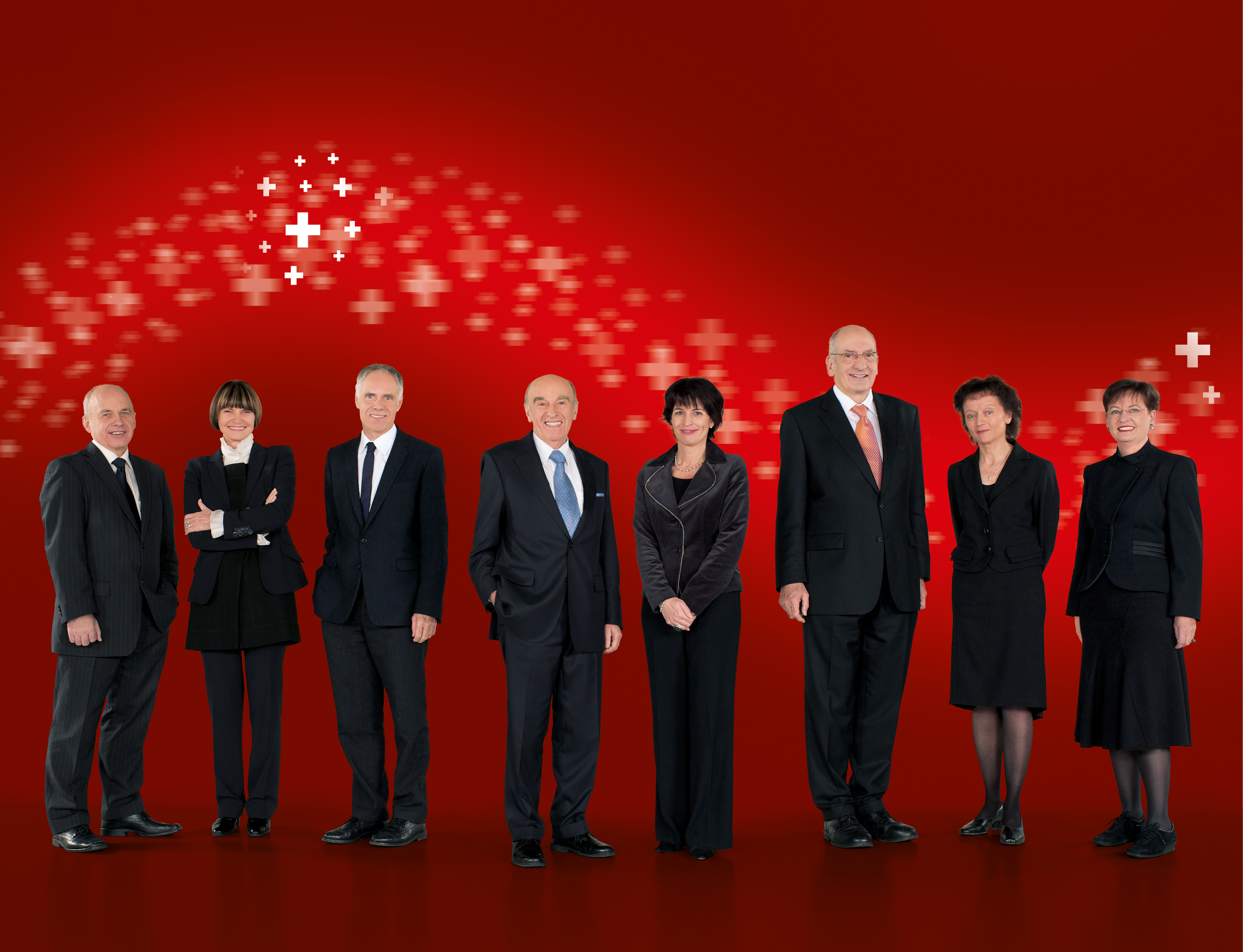
2009年的瑞士聯邦委員與秘書長。

每年度的瑞士聯邦總統與副總統，是由聯邦委員會的七位成員中選出。根據慣例，聯邦總統與副總統是以每年輪流方式由每一位成員輪替，只要仍在委員會中，就有機會擔任總統與副總統。聯邦總統本身並非瑞士國家元首（全體委員會才是），即使近年來總統在外國進行官方訪問時，逐漸有被視為國家元首的態勢。不過一般來說，官方訪問實際上是由聯邦外交事務部（德文：Eidgenössisches Departement für auswärtige Angelegenheiten）所執行，訪問代表人是經由全體委員會成員認可產生。
在瑞士的指揮層級排行中，聯邦總統是最高等級的政府官員。總統必須主持委員會會議，當前往其他國家時，必須擔任瑞士的國家代表。若委員會面臨緊急狀況，無法及時作出決定時，總統有權代表整個委員會作出行動。但除了以上情況之外，瑞士總統只是「同僚中的第一人」（拉丁語：Primus inter pares），沒有超出或低於其他委員的權力。

### 委員會會議
聯邦委員會在每個星期三會召開一次常態性的會議，地點位在伯恩的聯邦大廈（德文：Bundeshaus），也就是瑞士聯邦政府所在。除了七位委員之外，參與會議的人還包括：
- 聯邦秘書長（德文：Bundeskanzler，又譯聯邦總理）：為政府幕僚首長，參與委員會的討論，但不具有投票權。由於其影響力，秘書長有時稱作「第八位聯邦委員」。現任秘書長是瓦尔特·图恩赫尔（Walter Thurnherr），其前任為科麗娜·卡薩諾瓦（Corina Casanova）。
- 副秘書長（德文：Vizekanzler）：現任副秘書長是Thomas Helbling，同時也是聯邦委員會的發言人，每週會議結束之後會召開例行報告。

會議結束後，委員們總是會共進午餐。除了每週會議之外，委員會也會定期召開秘會，詳細地討論重要議題。此外每年都有一次單日的旅行，前往總統家鄉所在州份參訪。

### 決策與職責
每一位聯邦委員都掌管一個政府部門，職位相當於部長。而在口語上，他們也確實常被稱作部長。例如聯邦防衛、公民保護與體育部（德文：Eidgenössisches Departement für Verteidigung, Bevölkerungsschutz und Sport）首長，就可稱作「國防部長」，即使實際上並沒有國防部的存在。且各部門的事務並非只由單一首長來處理，而是由全體委員會進行管理。
委員會的決策總是由相關部門預先準備。舉例而言，有關聯邦政府雇員薪資的政策，是由管理人事的聯邦財政部來提議。表決開始以前，所有的提議內容必須經過所有委員的傳閱；而委員們則必須將他們的評論與建議反映給聯邦財政部首長。這種達成共識的方式稱作「共同報告程序」（德文：Mitberichtsverfahren）。形式上，委員會的決策是以會議中在場的多數委員以口頭表決方式決定，不過多數的決策實際上是依據共識所作。
有時為了某些重大決策，會召開額外的公共會議，並邀請各州、各黨派，以及其他有關團體參與。假如某個送入聯邦國會的提議是為了要改變聯邦條例，那麼此類會議將根據法律的規定而自動召開，此時法案可能會進一步的轉入全民公決程序。

### 保密措施
委員會的會議與表決結果並不對外公佈，而且這些紀錄將會持續封存50年。不過近年來這項規定逐漸引起爭議，尤其是一些政治立場較極端的政黨認為，此保密措施違反了透明化的原則。不過委員會表示，保密可使委員會在達成共識，並且在維持聯合領導的同時，依然保持各委員的政治獨立性。即使具有保密措施，有時表決與討論的詳細狀況也會遭到洩漏，此時相關單位將會展開調查。

### 憲政慣例
由於聯邦委員會是由各個相互敵對的政黨自願組成的一個大聯合政府，因此在運作上依賴許多憲政慣例，其中以聯合領導原則最為重要，在此原則下，各委員不應該相互批評，即使他們通常隸屬於敵對政黨。同時所有委員皆應該支持委員會的任何決議，即使此決議與其個人或政黨立場有所出入。

### 選入與退出
聯邦委員是由聯邦議會中的兩個議院合成的聯合聯邦議會（United Federal Assembly）共同選出，每一任期為四年。選舉採用秘密投票方式進行，每位委員以絕對多數選出。雖然任何一位瑞士公民皆有入選委員會的資格，不過實際上的被提名人大多是國會議員，另有少數為州政府的官員。投票可分為數個回合，在最初的兩個回合中，任何人皆可登記他們的名字；而之後的回合，選舉名單中票數最少的候選人將逐一出局。候選人在當選之後可以保留黨籍，不過由於聯合領導的傳統，這些委員與所屬政黨的運作將保持一定的距離。
委員在任期之內，不會因為不信任動議或彈劾而被迫離任。委員可以連續擔任其職位直到自己決定退休或離職。偶爾委員資格會因為重新選舉而受到改變，其中歷史上只有三位委員面臨重選，分別是1854年的烏爾里希·奧克辛本、1872年的让-雅克·沙莱-韦内尔（Jean-Jacques Challet-Venel），以及2003年的露特·梅茨勒-阿诺尔德。

## 委員的待遇與權利

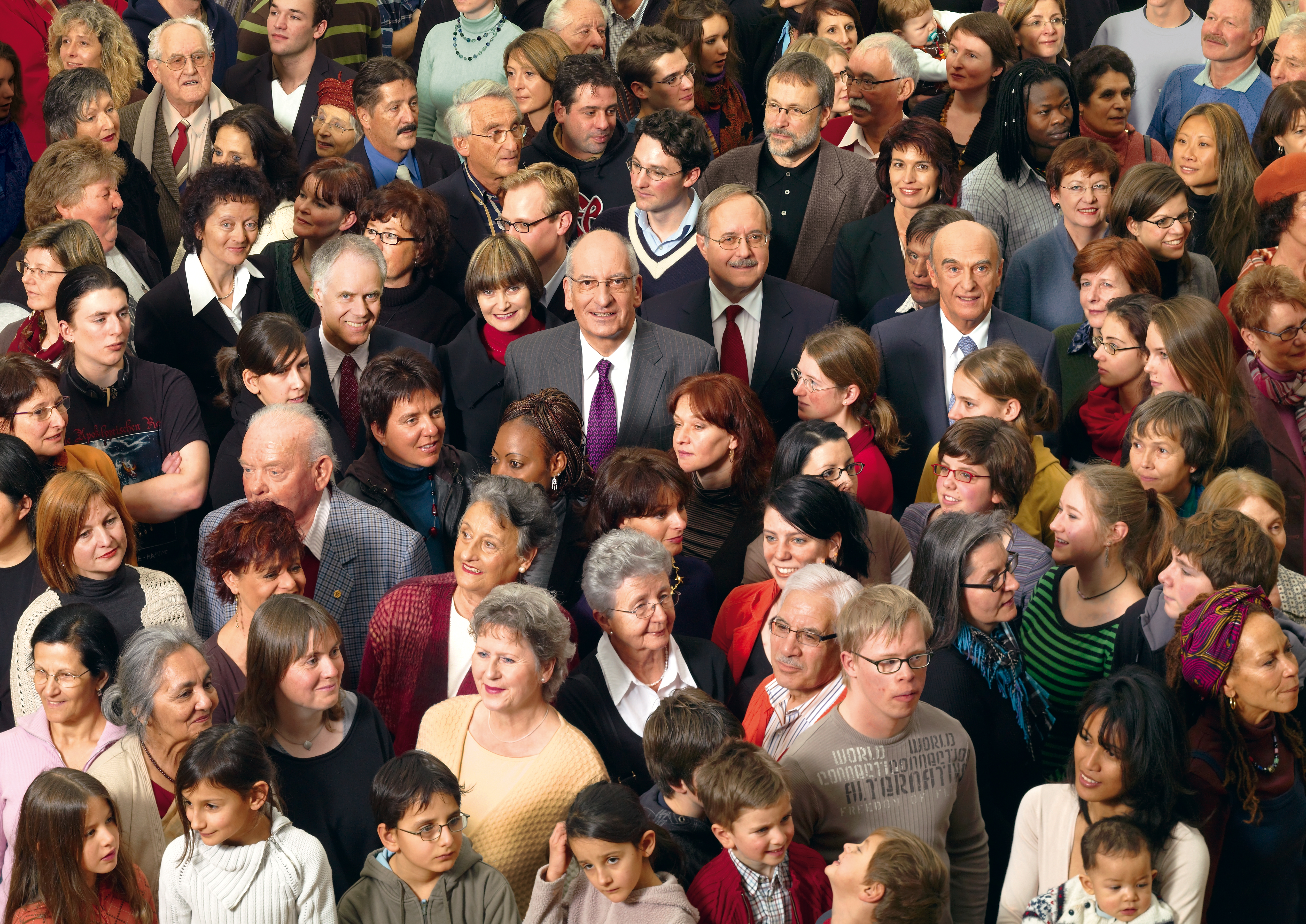
2008年的瑞士聯邦委員與秘書長。

聯邦委員每年的薪資為40萬瑞士法郎。在完整的任期結束之後，他們每年將有一筆20萬瑞士法郎的退休金可領。法律並不允許任期中的委員擁有其他的職位；許多委員在離開政府單位之後獲得了新的工作，例如企業主管。委員並沒有政府提供的官邸可住，而是必須住在首都伯恩的住宅或旅館，或是從外地通勤。不過委員有權使用屬於委員會的莊園。
聯邦委員可以徵用瑞士軍隊組成的安全小組，以保護自身安全。不過人們通常可以在伯尔尼街頭、餐廳或電車上遇到沒有任何護衛在身旁的委員。此外每位委員有一名身著制服的管家（瑞士德語：Weibel）跟隨，此傳統是直接源於古代瑞士各州的共和政府，可追溯至羅馬共和國的侍從執法吏。而委員的配偶，除了官方接待場合之外，並不參與官方事務。

### 豁免權
聯邦委員與國會議員同樣擁有在職位相關事務上的豁免權，與政府事務無關的犯罪行為，只有在聯邦委員會的同意下可以起訴。而原告者可向聯邦國會進行上訴，尋求聯邦國會的同意。另外與政府事務有關的犯罪，需要聯邦國會的同意，而國會可以選擇對某些案例暫緩執行。有時委員面對自身犯罪行為時，會選擇放棄豁免權或是辭職下台。

### 引用
1. ↑  .   [2007-11-14]. （原始内容存档于2010-12-08）.
2. ↑  參見：Directorate在線上《瑞士歷史辭典》中的德文、法文或版詞條。
3. ↑  Departments: Development on the Federal Level在線上《瑞士歷史辭典》中的德文、法文或版詞條。 Collegial System在線上《瑞士歷史辭典》中的德文、法文或版詞條。
4. ↑  Adrian Vatter.  [瑞士的联邦委员会-经不得风雨？]. . NZZ Libro. 2020  [2022-03-12]. ISBN 978-3-907291-06-1. （原始内容存档于2022-08-18） （德语）.
5. ↑  Zauberformel在線上《瑞士歷史辭典》中的德文、法文或版詞條。
6. ↑  . SWI swissinfo.ch. 2016-04-26  [2023-12-02]. （原始内容存档于2023-12-02） （中文）.
7. ↑  See Federal Council在線上《瑞士歷史辭典》中的德文、法文或版詞條。
8. ↑  Art. 1 （页面存档备份，存于） of the Parliamentary Ordinance on the Salary and Pension of Magistrates
9. ↑  Art. 61a （页面存档备份，存于） of the Government and Administration Organisation Law
10. ↑  Art. 14 （页面存档备份，存于） of the Federal Law on the Responsibility of the Confederation and its Members of Authorities and Functionaries

## 外部連結
- 瑞士联邦委员会官方網站（英文）